# Colonia Silva
Silva es una localidad argentina ubicada en el departamento San Justo de la provincia de Santa Fe.
Se encuentra sobre la Ruta Nacional 11. Se formó en torno a la estación del kilómetro 140 del Ferrocarril Provincial de Santa Fe, conocida como estación Abipones o Desvío Km 140.
En esta localidad nació el boxeador Amílcar Brusa.

## Población
Cuenta con 452 habitantes (Indec, 2022), lo que representa un descenso frente a los 515 habitantes (Indec, 2010) del censo anterior.
| Gráfica de evolución demográfica de Colonia Silva entre 1991 y 2022 |
|                                                                     |
| Fuente: Censos nacionales del INDEC                                 |